# Diversité dans la communauté wikipédienne
La diversité parmi les personnes contribuant à Wikipédia représente l’hétérogénéité des profils des personnes qui contribuent à Wikipédia. Cette question est traitée dans de nombreuses études en raison de ses effets supposés sur les contenus de l'encyclopédie. Une plus grande diversité est considérée comme un facteur favorisant une meilleure couverture des sujets et, à l'intérieur des articles, un plus haut degré de neutralité,,. Les analyses de ces problématiques épistémologiques sont centrées principalement sur la participation des femmes et des personnes racisées à la rédaction de Wikipédia, en particulier de la Wikipédia anglophone.

## Composition de la population wikipédienne

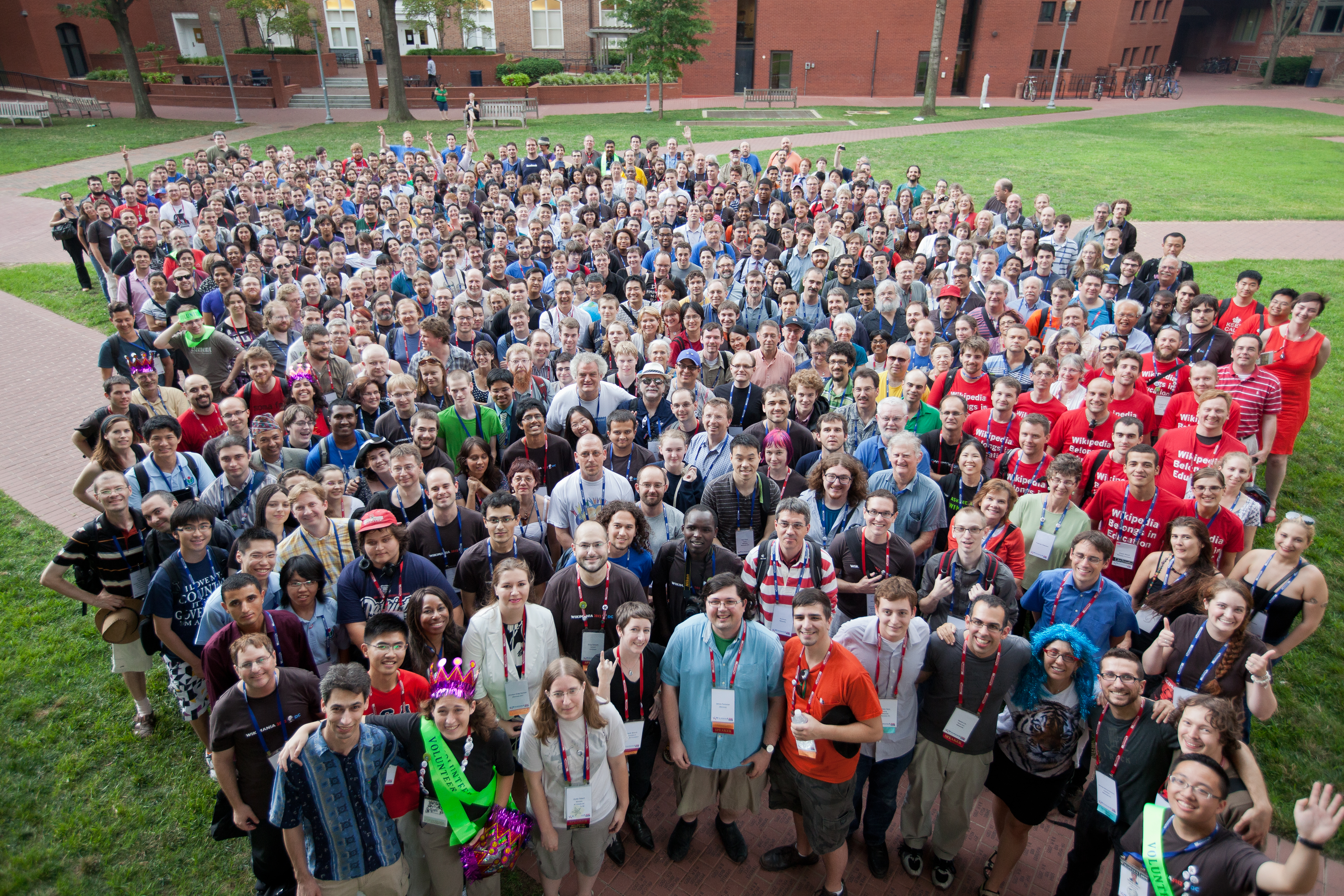
Photographie de groupe lors de Wikimania 2012 à Washington, DC.

Si l'on peut lire sur la page d'accueil de la plateforme « Wikipédia L'encyclopédie libre que chacun peut améliorer », très peu de gens modifient effectivement les pages de l'encyclopédie. L'inclusion numérique du plus grand nombre censée permettre le partage de la somme de toutes les connaissances ne s'est pas encore réalisée. Plusieurs observateurs considèrent que « le manque d'ouverture et de diversité » responsable de biais systémiques, constitue un problème pour Wikipédia,,.

### Contributeur-type
Le contributeur le plus représentatif dans la Wikipédia en anglais est un homme, porté sur la technologie, âgé de 15 à 49 ans, habitant d'un pays développé de l'hémisphère nord. Socialement, il n'est généralement pas ouvrier, mais soit un étudiant soit un col blanc.
La part des contributrices est faible, alors que les femmes sont plus nombreuses que les hommes à utiliser les réseaux sociaux en ligne. Si la plateforme technologique Google+ (2011-2018) compte 27 % de femmes en 2013, la proportion des contributrices wikipédiennes demeure inférieure à la même époque.

### Stagnation démographique
La croissance du nombre de personnes contribuant à l'encyclopédie en ligne varie selon les versions linguistiques de Wikipédia ; la tendance est à la stagnation dans les versions anglophone et francophone, ce qui rend « improbable », selon l'économiste allemand Leonhard Dobusch (de) en 2021, « que les biais actuels qui affectent Wikipédia soient bientôt réparés grâce à l'afflux de nouveaux contributeurs ».

### Analyses
Des causes multiples ont été invoquées pour tenter de rendre compte de la difficulté de diversifier davantage la population wikipédienne. Selon une première explication, Wikipédia est le « miroir de la société » ; les institutions sociales, notamment le champ académique, peuvent être le théâtre de tensions entre les groupes ; il en irait de même dans Wikipédia. Toutefois, selon Leonhard Dobusch, la thèse du miroir ne permettrait pas de rendre compte de la sous-représentation des femmes dans Wikipédia, en particulier pour les thématiques où la proportion de femmes est traditionnellement élevée. La thèse du « temps de loisir » suppose que les femmes ont moins de temps libre que les hommes pour participer à une entreprise bénévole comme Wikipédia, à partir du moment où elles doivent élever des enfants ; de même, les habitants des pays les plus pauvres n'auraient pas les moyens économiquement de participer comme bénévoles à la rédaction de l'encyclopédie. Enfin, une autre explication invoque la présence dans l'encyclopédie « de personnes difficiles et conflictuelles », selon les termes de Joseph Reagle, spécialiste américain de Wikipédia ; les interventions hostiles de cette minorité d'utilisateurs, qui profitent de l'ouverture de Wikipédia à tous les publics, aurait pour effet de décourager une partie des femmes et des membres de groupes minoritaires, et de limiter la diversification de la communauté wikipédienne.

## Sous-représentation des femmes

### Conséquences
L'inégalité de genre dans la participation à Wikipédia a des conséquences sur le contenu de l'encyclopédie,,. En effet, si hommes et femmes partagent des centres d'intérêt communs «neutres en termes de genre», ils contribuent aussi, par ailleurs, sur des sujets différents, comme Lam et ses collègues le montrent en 2011. Les femmes rédigent plus que les hommes des biographies féminines, et de manière plus conséquente (leurs textes sont plus longs), selon une étude de l'économiste Marit Hinnosaar publiée en 2019. Ainsi, le nombre plus faible de biographies de figures féminines dans l'encyclopédie s'explique en partie par les inégalités de genre dans la participation à Wikipédia. Cette conclusion à laquelle parviennent des études académiques confirme des hypothèses en ce sens formulées au sein du mouvement Wikimédia et dans la presse généraliste. 
Plusieurs auteurs insistent sur une conséquence de la faible participation des femmes à la rédaction de Wikipédia : le manque de diversité entraîne une couverture lacunaire des sujets concernant ou intéressant les femmes,,.
De plus, une diversité trop limitée des participants expliquerait un traitement parfois biaisé et non-neutre des informations à l'intérieur des articles. Des analystes ont par exemple observé que les mentions de la vie conjugale (évocation du conjoint, du divorce etc.) étaient plus nombreuses dans les biographies wikipédiennes de femmes que dans celles des hommes. Dire qu'une femme est mariée à untel peut paraître neutre, car cette affirmation est vraie ; cependant, selon l'épistémologue américaine Karen Frost-Arnold, elle est problématique du fait de l'inégalité de traitement réservé aux biographies d'hommes et de femmes. Ces biais de genre favoriseraient la diffusion de clichés sur les femmes en les associant à la sphère privée, plutôt qu'à la sphère professionnelle. Ainsi, un lecteur de biographies de Wikipédia pourrait s'imaginer que « le conjoint d'une femme joue un plus grand rôle dans les réalisations de cette femme que ne le fait l'épouse d'un homme ». Toujours selon Karen Frost-Arnold, « les informations qui apparaissent, en conjonction avec l'absence d'autres informations, peuvent être trompeuses et nuisibles ».
L'épistémologie des sciences a mis en lumière de manière générale une corrélation entre la qualité des connaissances et le degré de diversité des milieux producteurs de ces connaissances. Ce constat inciterait à penser qu'il en va de même dans Wikipédia ; par exemple, les discussions entre contributeurs sur la fiabilité des sources font intervenir les préjugés des participants à ces discussions ; « avec moins de femmes, de personnes de couleur et de membres d'autres groupes sous-représentés qui apportent des modifications ou participent aux discussions sur les pages de discussion d'articles, moins d'erreurs sont détectées et la fiabilité de Wikipédia en souffre ».
La sous-représentation des femmes impliquerait enfin un « travail émotionnel supplémentaire » pour certaines contributrices marginalisées,. L'énergie que certaines wikipédiennes doivent déployer pour justifier l'utilité d'une couverture thématique variée dans leurs discussions avec certains utilisateurs opposés à leurs initiatives ferait partie également des « coûts cachés » de leur contribution.

### Tentatives de remédiation par la Wikimedia Foundation
La Wikimedia Foundation organise des événements éditoriaux, des edit-a-thon, dans le but de remédier au déséquilibre des contenus (événements financés par exemple en 2015 par la campagne Inspire). Les personnes contribuant à l'encyclopédie ont pu constituer des groupes de travail pour favoriser une plus grande diversité comme le Projet:Les sans pagEs dans la Wikipédia francophone. La Fondation a investi dans la formation des administrateurs contre le harcèlement. Elle a mis en place également un Observatoire de la diversité (Wikipedia Diversity Observatory) afin de mesurer les biais liés au contenu, et de quantifier les articles par sujet. En février 2021 a été adopté un Code de conduite universel pour les communautés wikipédiennes, qui présente comme des priorités « la lutte contre les abus, contre le manque de diversité, et en faveur de l'inclusion des groupes marginalisés ».

### Critiques adressées à la Wikimedia Foundation
À la question de savoir si les efforts de la Wikimedia Foundation en vue de parvenir à une parité entre hommes et femmes avaient porté leurs fruits, Jimmy Wales, le cofondateur de Wikipédia, a répondu (en 2015) qu'ils avaient « complètement échoué » ; en effet, l'objectif de 25 % de femmes en 2015 n'a pas pu être atteint.
La critique féministe de Wikipédia a mis en cause une « rhétorique managériale de la diversité » qui ne tire pas suffisamment les leçons des résultats décevants de la Fondation en la matière. Toujours du point de vue de la critique féministe, la Wikimedia Foundation devrait analyser la manière dont ses règles ont pu favoriser la sous-représentation de certains groupes de leurs connaissances,. La Wikimedia Foundation s'est vu reprocher de « jouer sur les deux tableaux » et de parler le langage de la diversité pour améliorer son image, tout en s'abstenant d'intervenir dans les structures de Wikipédia. La formation des administrateurs pour une meilleure prévention du harcèlement ne ferait intervenir que « des changements au niveau individuel », sans remise en cause des normes wikipédiennes.

## Sous-représentation de certains groupes racisés
La sous-représentation des personnes de couleur parmi les personnes contribuant dans Wikipédia expliquerait selon certains spécialistes la présence d'un biais ethnocentrique systémique (en) dans l'encyclopédie. Le président de Wikimedia D.C., James Hare, a noté que « une grande partie de l'histoire des Noirs est laissée de côté » sur Wikipédia, du fait que les articles sont principalement écrits par des blancs. Les articles consacrés à des sujets africains, rédigés, selon certains critiques, en grande partie par des contributeurs d'Europe et d'Amérique du Nord, reflèteraient ainsi les connaissances de leurs auteurs et leurs sources médiatiques, qui « tendent à perpétuer une image négative » de l'Afrique.

### Conséquences de cette sous-représentation
La faible participation de certaines minorités culturelles et ethniques à Wikipédia aurait des effets d'une part sur la couverture équitable des sujets, d'autre part, sur la neutralité de certains articles, en particulier ceux qui représentent des groupes humains (ethniques, nationaux, etc.).
- « Des recherches suggèrent que les contributeurs de Wikipédia ont une nette préférence pour les sujets du groupe auquel ils appartiennent (par exemple, pour leurs sites géographiques et leurs événements nationaux)[29]. »

- Selon une étude publiée en 2020, la tendance des individus à représenter leur groupe de manière favorable se vérifierait dans les articles Wikipédia ; ce « biais d'endogroupe » (qui valorise la communauté dans laquelle on s'inscrit) peut éventuellement prendre la forme d'un biais ethnocentrique, ou d'un biais nationaliste. L'étude prend appui sur une comparaison d'articles dans différentes versions linguistiques de Wikipédia portant des conflits politiques, tels que la guerre des Malouines entre le Royaume-Uni et l'Argentine — dans ce cas précis, elle compare les versions en anglais et en espagnol[30]. Les jugements portés sur les groupes sociaux ou nationaux se sont révélés systématiquement différents, biaisés. Toutefois, « les différences entre les représentations collectives diminuent lorsqu'elles sont négociées au sein d'un groupe de contributeurs particulièrement hétérogène »[30]. Un « groupe très divers comprenant les membres internes et externes du groupe, ainsi que contributeurs tiers moins impliqués » est le plus susceptible de produire un texte neutre[30].

Les biais dans la représentation des groupes humains sont d'autant plus importants que l'article Wikipédia traite d'un conflit récent, vécu comme un danger par les individus s'identifiant à l'un des groupes antagonistes. Ainsi deux facteurs interviennent dans la production des biais, « le caractère récent du conflit et la proportion de membres de l'endogroupe parmi les contributeurs principaux ».

### Tentatives de remédiation
La Wikimedia Foundation organise des edit-a-thon pour tenter de réparer les effets du biais ethnocentrique. Des groupes de travail, comme le projet Noircir Wikipédia dans la Wikipédia francophone, œuvrent également dans ce sens. Leonhard Dobusch appelle à des initiatives volontaristes en vue de favoriser « une culture de respect et d'appréciation réciproques au sein des communautés wikipédiennes » favorisant une meilleure inclusion « des femmes, des personnes de couleur et autres ».